# Anablemma
Anablemma là một chi bướm đêm thuộc họ Noctuidae. Hiện nó có tên đồng nghĩa là Lambana.